# أحمد باشا النيشانجي
أحمد باشا النيشانجي (بالتركية: Nişancı Şehla Hacı Ahmed Paşa)‏ كان الصدر الأعظم للدولة العثمانية في الفترة ما بين 22 يوليو 1740 حتى 7 أبريل 1742.
عين والياً على إيالة بغداد سنة 1747م، وعلى إيالة مصر سنة 1748م، وعلى إيالة أضنة سنة 1751م.
تُوفي في فبراير 1753 بمدينة حلب.